# Ipomanganato di potassio
L'ipomanganato di potassio è il composto inorganico con la formula K3MnO4. Conosciuto anche come manganato(V) di potassio, questo solido blu brillante è un raro esempio di sale con l'anione ipomanganato o manganato(V), in cui l'atomo di manganese è nello stato di ossidazione +5.

## Preparazione
I percorsi preparatori per avere l'ipomanganato di potassio sono vari:
- Mediante riduzione a due elettroni del permanganato di potassio (KMnO4)con eccesso di solfito di potassio (K2SO3):[1][2]

{\displaystyle {\ce {MnO4^{-}\ +\ SO3^{2-}\ +\ H2O->MnO4^{3-}\ +\ SO4^{2-}\ +\ 2H^{+}}}}
- Dalla riduzione a singolo elettrone del manganato di potassio (K2MnO4) con perossido di idrogeno (H2O2) in una soluzione di idrossido di potassio (KOH) di 10 M:[3]

{\displaystyle {\ce {2MnO4^{2-}\ +\ H2O2\ +\ 2OH^{-}->2MnO4^{3-}\ +\ O2\ +\ 2H2O}}}
- Dalla riduzione a singolo elettrone del manganato di potassio con acido mandelico in una soluzione di idrossido di potassio di 3-10 M:[4]

{\displaystyle {\ce {2MnO4^{2-}\ +\ C8H7O3^{-}\ +\ 2OH^{-}->2MnO4^{3-}\ +\ C8H5O3^{-}\ +\ 2H2O}}}
- Per disproporzione quando il diossido di manganese (MnO2) viene sciolto in una soluzione concentrata di idrossido di potassio:[1]

{\displaystyle {\ce {2MnO2\ +\ 3OH^{-}->MnO4^{3-}\ +\ MnOOH\ +\ H2O}}}
Il composto è instabile a causa della tendenza dell'anione ipomanganato a disproporzionare in tutte le soluzioni tranne che nelle più alcaline.